# Inna?
Inna? – powieść autorstwa Ireny Jurgielewiczowej. Opowiada o dalszych losach bohaterów książki Ten obcy – Zenka, Mariana, Julka, Uli i Pestki.

## Fabuła
Akcja toczy się głównie w Warszawie. Jest zima, Boże Narodzenie. Do rodzinnej miejscowości Mariana na święta przyjeżdża jego kuzyn Julek i dziewczyna z domu dziecka – Danka. Odwiedzić ma ich też Zenek. Między Danką a Marianem zawiązuje się bliska przyjaźń. Marian daje jej pod choinkę pamiętnik. Danka, z braku pieniędzy, kradnie prezenty dla chłopców – dla Julka kieszonkową latarkę, dla Mariana zielony długopis. Przyłapuje ją na tym Zenek. Gdy spotykają się potem w domu Mariana, zawstydzona dziewczyna ucieka, ze strachu, iż kolega ją wyda. Po kilku godzinach poszukiwań, chłopcy odnajdują ją na dworcu.